# 닉 자노
닉 재노(Nick Zano, 1978년 3월 8일 ~ )는 미국의 배우이다.

## 출연 작품

### 영화
- 팻 알버트 (2004)
- Everything You Want (2005)
- My Sexiest Year (2007)
- 칼리지 (2008, College)
- 캔디 케인 2 - 데드 어헤드 (2008)
- 비버리힐즈 치와와 (2008)
- Operating Instructions (2009)
- 파이널 데스티네이션 4 (2009)
- Scents and Sensibility (2011)
- Desperately Seeking Santa (2011)

### 텔레비전
- 제7의 천국 (2007)
- 커트니 콕스의 러브 앤 프렌즈 (2009)
- 투 브로크 걸스 (2011-12)
- One Big Happy (2015)